# Mokry Dwór (Pruszcz Gdański)
Mokry Dwór (deutsch: Nassenhuben, kaschubisch: Mokrë Dwòr) ist ein Dorf mit 218 Einwohnern in der polnischen Gemeinde Pruszcz Gdański, Woiwodschaft Pommern.
Es befindet sich südöstlich von Danzig im Weichseldelta. Das damals zum polnischen Teil Preußens (Westpreußen) gehörende Nassenhuben war der Geburtsort des Naturforschers und Völkerkundlers Georg Forster, dessen Vater, Johann Reinhold Forster, Mitte des 18. Jahrhunderts die protestantische Pfarrstelle des Dorfes innehatte.
Auch Daniel Ernst Jablonski, Hofprediger in Berlin und zugleich Senior (Bischof) des polnischen Zweiges der Brüder-Unität, wurde hier geboren.